# Василевка (Новомосковский район)
Васи́левка (укр. Василівка) — село,
Василевский сельский совет,
Новомосковский район,
Днепропетровская область,
Украина.
Код КОАТУУ — 1223281001. Население по переписи 2001 года составляло 856 человек .
Является административным центром Василевского сельского совета, в который, кроме того, входят сёла
Андреевка и
Всесвятское.

## Географическое положение
Село Василевка находится на правом берегу реки Самара,
выше по течению на расстоянии в 3 км расположено село Подлесное (Павлоградский район),
ниже по течению на расстоянии в 2,5 км расположено село Всесвятское.
По селу протекает пересыхающий ручей с запрудой.

## История
В окрестностях села Василевка исследованы курганы эпохи бронзы (III—II тысячелетия до н. э.) и кочевников XIII—XIV веков.
Село Васильевка было основано в 1779 году и на протяжении почти всего XIX века было излюбленной усадьбой графов Ностиц (начиная с Григория Ивановича).
Во время немецкой оккупации в селе находилось значительное количество полицейских для борьбы с партизанами и подпольщиками: местные полицейские, конная школа жандармерии из Днепропетровска и рота власовцев.

## Экономика
- «Самарское», ООО.
- «Дидов», ЧП.

## Объекты социальной сферы
- Школа.
- Детский сад.
- Дом культуры.
- Фельдшерско-акушерский пункт.

## Галерея

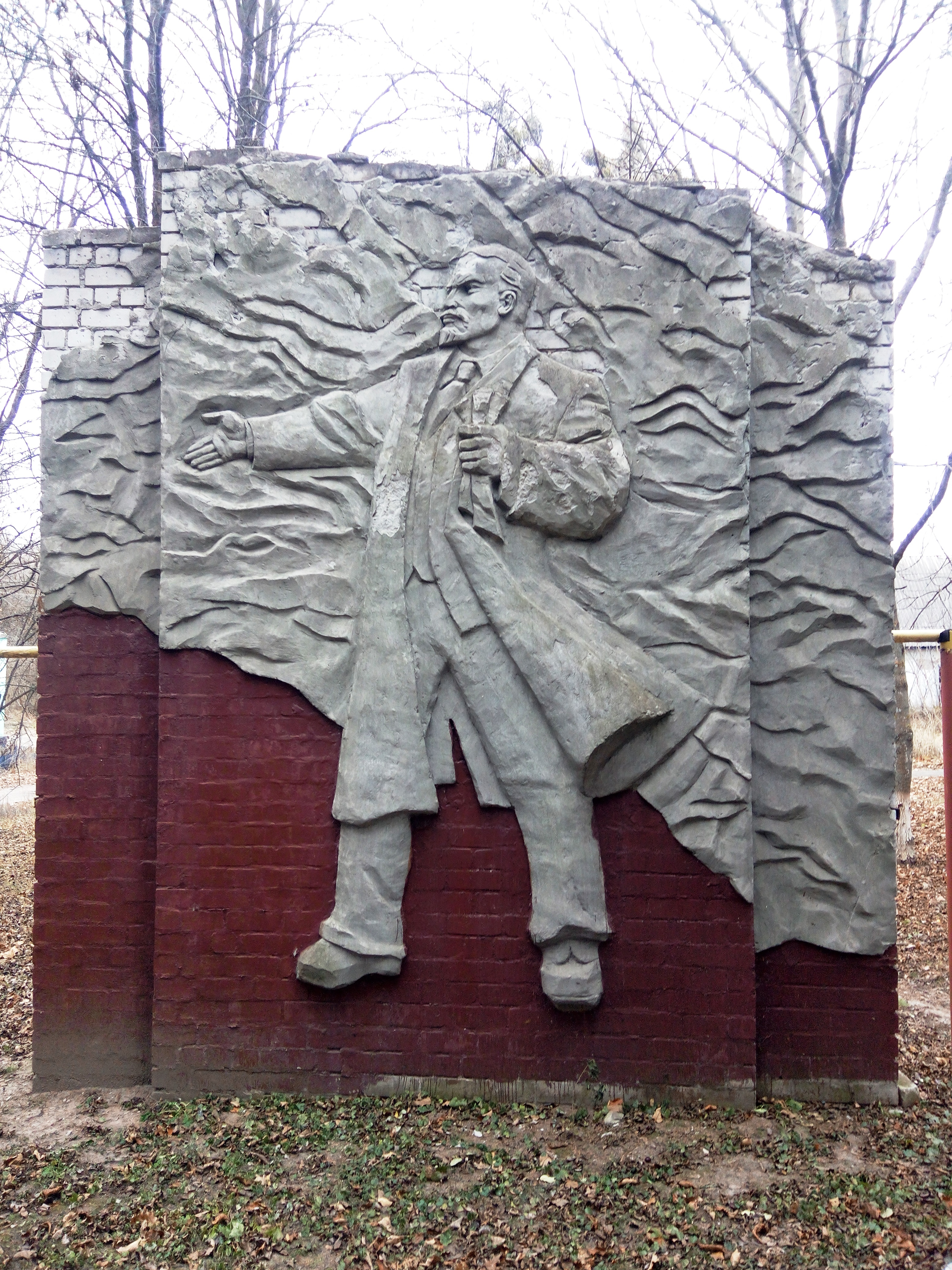
Горельеф В. И. Ленина
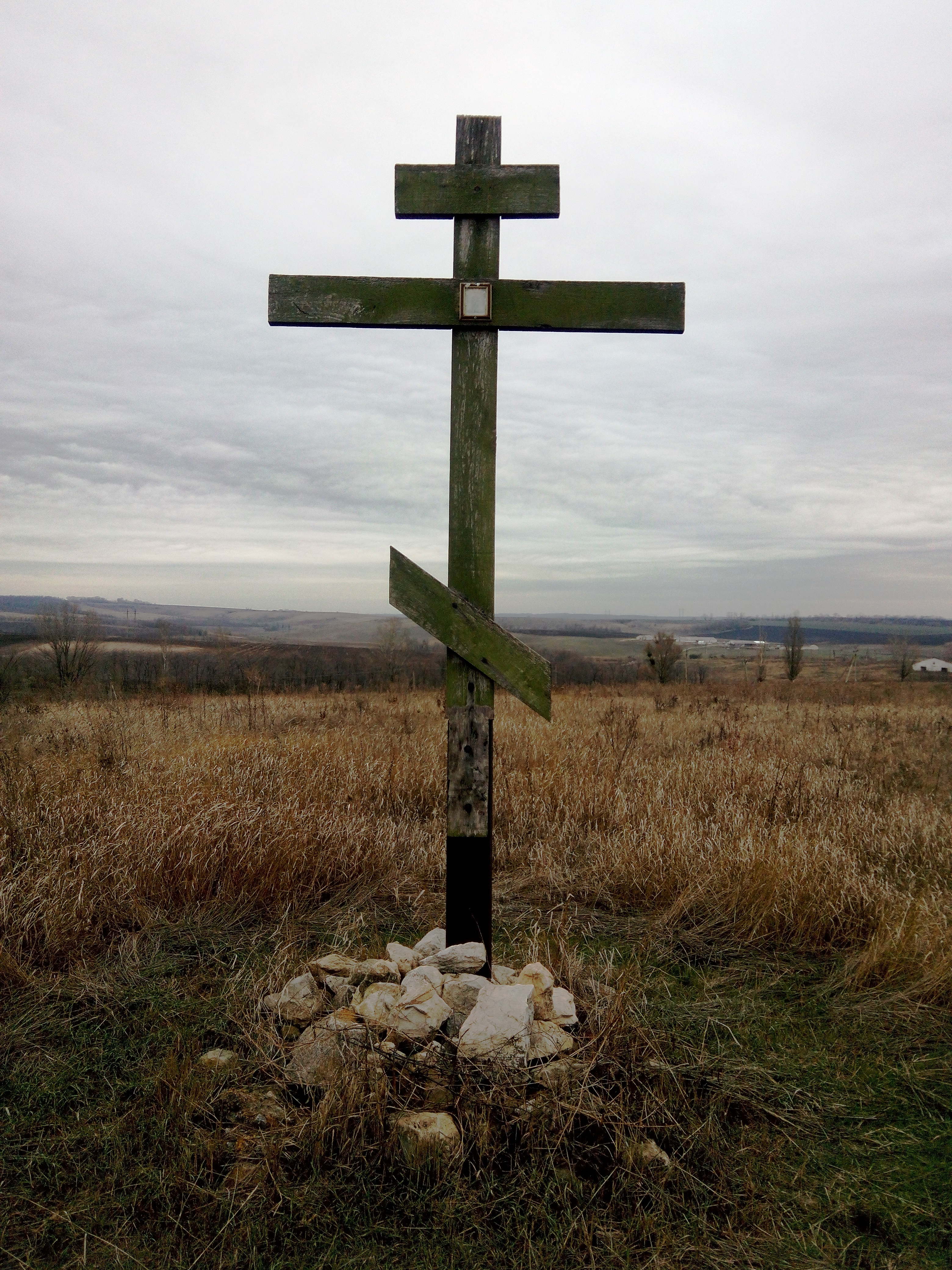
Деревянный крест на кургане
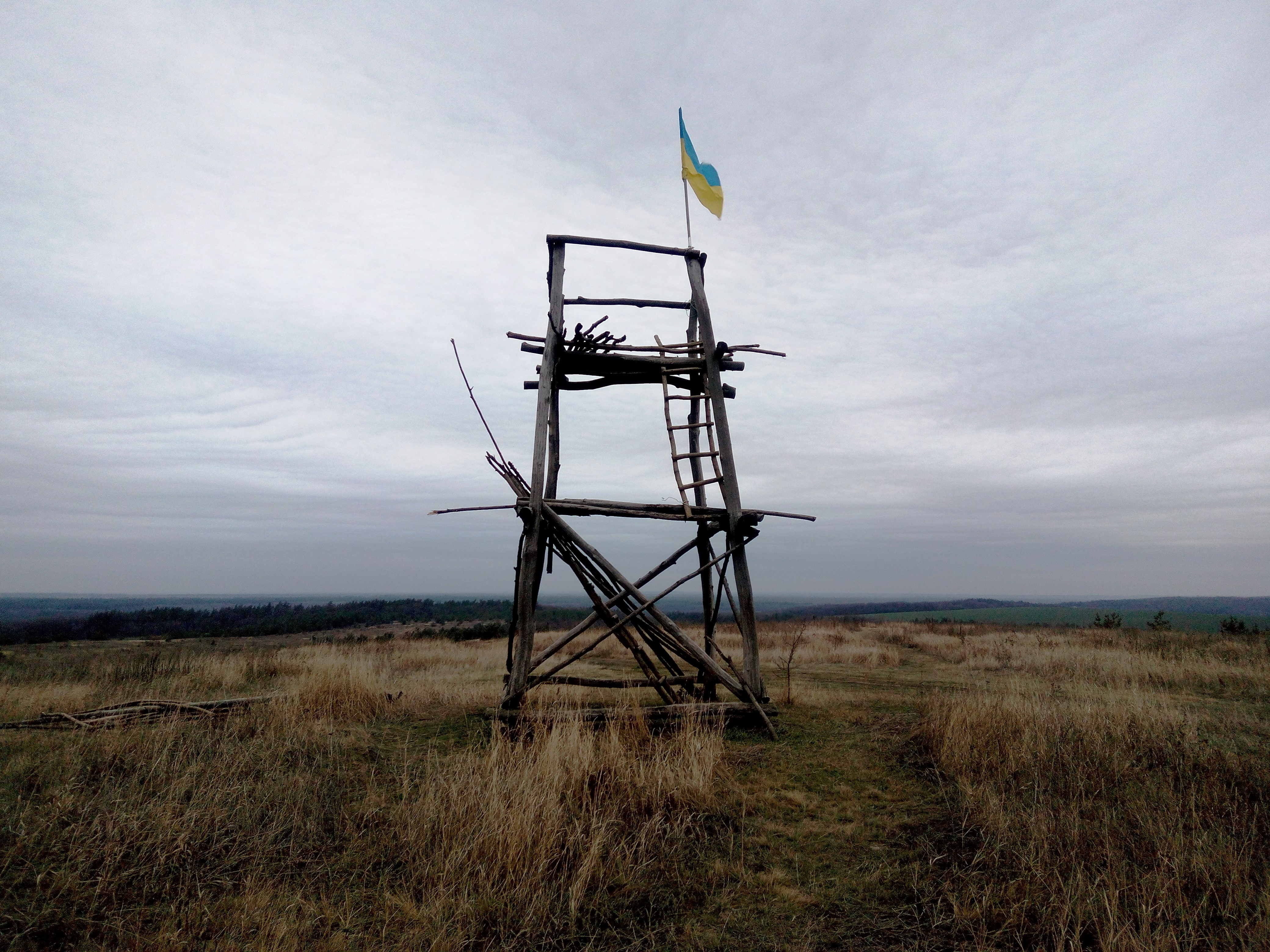
Бекет (смотровая казацкая вышка)